# 1909

## Esdeveniments
Països Catalans
- 12 de maig - Barcelona: Es crea el CE Júpiter, a la cerveseria Cebrián, al Poblenou, fundat per la fusió de dos equips amateurs del barri, l'Anglo-Espanyol i l'Stadium Nacional.[1]
- 22 de maig - València: S'inaugura l'Exposició Regional Valenciana, una mostra del comerç i la indústria que comportà una gran remodelació arquitectònica de la ciutat.[2]
- 26 de juliol - Barcelona: hi comença la revolta popular contra les autoritats coneguda com la «Setmana Tràgica».[3]
- 5 de setembre - Paterna (l'Horta de València): Gaspar Brunet i Joan Olivert aconsegueixen fer envolar el primer avió als Països Catalans.
- 14 de setembre - València: Teodor Llorente és coronat poeta oficial de València, durant l'Exposició Regional Valenciana.[4]
- 31 d'octubre - Sautó: accident ferroviari del Pallat, amb sis morts i vuit ferits.
- 22 de desembre - València: Es clou l'Exposició Regional Valenciana, una mostra del comerç i la indústria que comportà una gran remodelació arquitectònica de la ciutat.[2]
- Sabadell: Antoni Estruch pinta l'oli L'Onze de Setembre de 1714.[5]
- Manresa: es funda l'Esbart Manresà de Dansaires.[6]

Resta del món
- 25 de gener, Dresden, Alemanya: estrena de l'òpera Elektra de Richard Strauss a la Königliches Opernhaus.[7][8]
- 20 de febrer - Manifest del futurisme, publicat al diari francès Le Figaro l'any 1909 per Filippo Tommaso Marinetti, poeta i novel·lista italià, fou l'escrit que va determinar les bases del futurisme i la inauguració d'aquest moviment avantguardista.[9]
- 6 d'abril - Pol nord: Robert Edwin Peary arriba al pol Nord. És considerada la primera persona a arribar al pol Nord, però aquesta afirmació és controvertida.
- 31 de març - Comença la construcció del Titànic.
- Beatificació de Joana d'Arc.
- Instituït el Giro d'Itàlia.
- Tel-Aviv esdevé ciutat independent.

### Premis Nobel
| Camp                  | Guardonats                                                           |
| --------------------- | -------------------------------------------------------------------- |
| Física                | - Karl Ferdinand Braun - Guglielmo Marconi                           |
| Química               | - Wilhelm Ostwald                                                    |
| Medicina o Fisiologia | - Emil Theodor Kocher                                                |
| Literatura            | - Selma Lagerlöf                                                     |
| Pau                   | - Auguste Marie François Beernaert - Paul d'Estournelles de Constant |

## Naixements
Països Catalans
- 10 de febrer - Penàguila, Alcoià: Patrocini Agulló i Soler, activa defensora dels més necessitats.[10]
- 27 de març, Barcelona: Rosa Maria Arquimbau, escriptora i periodista catalana (m.1992).[11]
- 3 d'abril - Barcelona: Carme Serrallonga i Calafell, pedagoga i traductora catalana (m. 1997).[12]
- 15 de maig - Cocentaina, Comtat (País Valencià): Gustau Pascual Falcó, músic i compositor valencià, autor del pasdoble Paquito el Chocolatero (m. 1946).
- 21 de maig - El Grau de València: Agustí Centelles, fotògraf (m. 1985).[13]
- 1 de juny - Barcelona: Wenceslau Dutrem i Domínguez, Metge i armacèutic (m. 1979).
- 14 de juny - Ceret, Vallespir: Enric Guiter, lingüista nord-català.
- 22 de juliol - Navarra: Amàlia Tineo i Gil, (m. 2007) filòsofa i professora catalana.
- 6 d'agost - Barcelona: Elvira-Augusta Lewi, escriptora i periodista catalana (m. ca. 1970).[14]
- 15 d'agost - Valls: Dolors Vives i Rodon, pilot catalana, pionera de l'aviació durant la Segona República, i professora de piano (m. 2007).[15]
- 17 de setembre - Madrid: María Lacrampe, infermera socialista espanyola (m. 1994).[16]
- 1 d'octubre - Barcelona: Miquel Batllori i Munné, historiador i jesuïta català.
- 11 de novembre - Sabadell: Maria Teresa Duran i Nogués, escriptora i activista feminista catalana.[17]
- 27 de novembre, Barcelona: Irene Polo, periodista i representant teatral catalana.[18]
- Barcelona: Víctor d'Ors i Pérez-Peix, arquitecte i urbanista (m. 1994).[19]
- Vic: Salvador Puntí i Puntí, escultor.

Resta del món
- 22 de gener, Wynberg, Sud-àfrica: Tikvah Alper, física i radiobiòloga sud-africana, descobrí els mecanismes de transmissió de l'encefalopatia espongiforme (m.1995).[20]
- 3 de febrer, París: Simone Weil, filòsofa francesa.[21]
- 9 de febrer, Marco de Canaveses (Portugal): Carmen Miranda, cantant de samba i actriu brasilera nascuda a Portugal.[22]
- 10 de febrer, Londres, Regne Unit: Leslie Hurry, artista i escenògraf de ballet, teatre i òpera.
- 13 de febrer, Vilafranca do Bierzo: Blanca Negri, artista de varietats i actriu (m. 1988).[23]
- 15 de febrer, Viena: Miep Gies, resistent que amagà Anne Frank i en conservà El diari.[24]
- 17 de febrer, Austin: Gertrude Abercrombie, artista pintora americana, adscrita al corrent surrealista (m. 1977).[25]
- 21 de febrer, Volchansk, Rússia: Aleksandra Snejkó-Blótskaia, directora de cinema d'animació soviètica (m.1980).[26]
- 28 de febrer, Columbus, Ohio: Ketti Frings, escriptora i guionista estatunidenca (m. 1981).[27]
- 6 de març - Ikenne (Nigèria): Obafemi Awolowo, polític nigerià (m. 1987)[28]
- 11 d'abril, Madrid: Carmen Caamaño Díaz, historiadora, política i dirigent del PCE.[29]
- 13 d'abril - Jackson (Mississipi) (EUA): Eudora Welty, escriptora nord-americana guanyadora del Premi Pulitzer d'Obres de Ficció l'any 1973 (m. 2001).[30]
- 14 d'abril, Buenos Aires: Isabel Aretz, compositora, investigadora, escriptora i etnomusicòloga argentina (m. 2005).[31]
- 22 d'abril, Torí, Regne d'Itàlia: Rita Levi-Montalcini, neuròloga italiana, Premi Nobel de Medicina o Fisiologia de l'any 1986 (m. 2012)[32]
- 30 d'abril, la Haia: Juliana I dels Països Baixos, fou reina dels Països Baixos (m. 2004).[33]
- 2 de maig, Benoni, Gauteng, Sud-àfrica: Rhoda Rennie, nedadora sud-africana que va competir durant els anys vint (m. 1963).[34]
- 9 de maig, Frankfurt: Hilde Levi, física alemanya-danesa (m. 2003).[35]
- 15 de maig, Huddersfield, Yorkshire, Regne Unit: James Mason, actor de teatre i cinema anglès.[36]
- 22 de maig, Berlín: Eva Busch, cantant popular i de cabaret alemanya (m. 2001).[37]
- 26 de maig, Acquate, Lucia Ripamonti, monja italiana venerada com a beata per l'Església catòlica.
- 27 de maig, Estocolm: Astrid Sampe, dissenyadora tèxtil sueca (m. 2002).[38]
- 6 de juny, Riga, Letònia: Isaiah Berlin, politòleg i historiador de les idees; és considerat com un dels principals pensadors liberals del segle xx (m. 1997).[39]
- 7 de juny, 
  - Westfield, Nova Jersey: Virginia Apgar, anestesiòloga obstètrica estatunidenca, que ideà la puntuació d'Apgar (m. 1974).[40]
  - Londres: Jessica Tandy, actriu anglesa nacionalitzada estatunidenca (m. 1994).[41]
- 9 de juny, Àvila, Espanya: José Luis López Aranguren, filòsof, assagista i professor espanyol (m. 1996).[42]
- 16 de juny, Nova York: Edna Beilenson, tipògrafa, impressora i empresària estatunidenca.[43]
- 17 de juny, Château-Chinon: Régine Pernoud, historiadora medievalista i arxivera francesa (m. 1998).[44]
- 26 de juny, Montevideo: Amalia Polleri, professora, artista, poeta, periodista i crítica d'art uruguaiana (m. 1996).[45]
- 15 de maig, Huddersfield, Yorkshire, Regne Unit: James Mason, actor de teatre i cinema anglès
- 13 de juliol, Le Perreux-sur-Marne: Marie-Thérèse Walter, model de Pablo Picasso.[46]
- 27 de juliol, Colònia: Hilde Domin, poeta, escriptora i traductora alemanya.[47]
- 22 de juliol, Bari, Pulla, Itàlia: Licia Albanese, soprano italiana nacionalitzada estatunidenca el 1945 (m. 2014).[48]
- 28 de juliol, Offenburg, Baden-Wurtemberg: Aenne Burda, editora de premsa alemanya.[49]
- 22 d'agost, Palerm: Lia Pasqualino Noto, pintora i galerista italiana (m. 1998).[50]
- 27 d'agost, Valladolid: Alfonso María de Borbón y Pintó, militar espanyol.
- 19 de setembre, Carhaix-Plouguer: Vefa de Bellaing, escriptora i intel·lectual bretona (m. 1998).[51]
- 13 d'octubre, Toledo, Ohio, Estats Units: Art Tatum fou un pianista de jazz estatunidenc (m. 1956).[52]
- 20 d'octubre, París: Monique Haas, pianista francesa (m. 1987).[cal citació]
- 28 d'octubre, Dublín (Irlanda): Francis Bacon pintor irlandès (m. 1992).[53]
- 20 de novembre, Berlín: Marianne Breslauer, fotògrafa i marxant alemanya.
- 26 de novembre, Slatina, Romania: Eugen Ionescu, escriptor romanès, sobretot en llengua francesa, creador del teatre de l'absurd
- 14 de desembre, Boulder, Colorado, EUA: Edward Lawrie Tatum, biòleg, químic i genetista estatunidenc, Premi Nobel de Medicina o Fisiologia de l'any 1958 conjuntament amb Lederberg i Beadle pels seus treballs en genètica bacteriana.
- Viena, Imperi Austrohongarès: Christoph von Fürer-Haimendorf, etnòleg especialitzat en el subcontinent indi.

## Necrològiques
Països Catalans
- 25 de març - Madrid, Espanya: Ruperto Chapí Lorente, compositor de sarsuela valencià (57 anys).
- 26 de març - València: José María Úbeda Montés, compositor i organista valencià (69 anys).
- 18 de maig - Cambo-les Bains, Aquitània, França: Isaac Albéniz, compositor i intèrpret de piano català.[54]
- 24 de juny - Barcelona: Antoni Elias i de Molins, bibliògraf i director de museu català (n.1850).
- 13 d'octubre - Barcelona: Francesc Ferrer i Guàrdia, pedagog català, executat com a boc expiatori de la Setmana Tràgica (50 anys).
- 17 de novembre - Barcelona: Antonia Gili i Güell, poetessa catalana (n. 1856).[55]
- 15 de desembre - Barcelona: Francesc Tàrrega, compositor i guitarrista valencià (57 anys).

Resta del món
- 13 de gener, Copenhaguen: Eva Bonnier, pintora i filantropa sueca.[56]
- 20 d'abril, Saint-Michel-de-Chavaignes (Sarthe)ː Hélène Bertaux, escultora francesa, primera a obtenir reconeixement, i activista a favor de les dones artistes (n. 1825).[57]
- 6 de maig, París: Fanny Cerrito, ballarina i coreògrafa italiana (n. 1817).[58]
- 9 de maig, Giengen an der Brenzː Margarete Steiff, modista que esdevingué empresària fabricant de ninots de peluix (n. 1847).[59]
- 1 de juny, Nàpols (Itàlia): Giuseppe Martucci, pianista i compositor italià (n. 1856).[60]
- 16 de juny, Ronneby: Ivar Hedenblad, director d'orquestra, compositor i pedagog musical suec.
- 20 de juny: Fiódor Fiódorovitx Màrtens, diplomàtic i jurista rus (63 anys).
- 11 de juliol, Washington DC (EUA):Simon Newcomb, astrònom estatunidenc d'origen canadenc (n. 1835).[61]
- 31 de juliol: Fadl Allah Nuri, ulema contrari a la constitució de Pèrsia el 1906-1909 (executat).
- 15 d'agost: Londres: Laura Theresa Alma-Tadema, pintora i il·lustradora del Regne Unit (n. 1852).[62]
- 16 de setembre, Chênée, Bèlgica: Charles Descardre, horticultor i burgmestre.
- 13 d'octubre: Oscar Byström, compositor i director d'orquestra suec (87 anys).
- 25 d'octubre, Berlín: Ferdinand von Strantz, cantant prussià.
- 3 de novembre, Madrid: Francisco Ayala, advocat i escriptor espanyol (n. 1906).
- 19 de novembre, París: Renée Vivien, escriptora (n. 1877).[63]
- 14 de desembre, Madrid: Agustí Querol i Subirats, escultor català (n. 1860).
- 16 de desembre, Berlín: Lina Morgenstern, activista social, educadora, escriptora, feminista i pacifista alemanya (n. 1830).[64]
- Berlín: Hermann Thadewaldt, director d'orquestra prussià.
- Charles Meerens, intèrpret i musicòleg belga.